# Deoxyschizandrin
Deoxyschizandrin là một chủng phân lập hoạt tính sinh học của Schisandra chinensis.
Deoxyschizandrin đã được tìm thấy hoạt động như một chất chủ vận của thụ thể adiponectin 2 (AdipoR2).